# توم كلانسي
توماس كلانسي (بالإنجليزية: Thomas Clancy)‏ (12 أبريل 1947 - 1 أكتوبر 2013) كان روائيًا أمريكيًا اشتهر بقصص التجسس والعلوم العسكرية التي حدثت خلال فترة الحرب الباردة وما بعدها. حققت 17 رواية له أفضل المبيعات، وبيعت أكثر من 100 مليون نسخة من كتبه. استخدم اسمه أيضًا في سيناريوهات الأفلام التي كتبها الكتّاب الخفيون، والكتب غير الخيالية حول المواضيع العسكرية عادة بالتعاون مع كتاب آخرين، وألعاب الفيديو. كان يملك حصة في دوري كرة القاعدة الرئيسي التابع لمسقط رأسه، بالتيمور أوريولز من الدوري الأمريكي، ونائب رئيس نشاطهم المجتمعي ولجان الشؤون العامة.
بدأت مسيرة كلانسي الأدبية في عام 1984 عندما باع أول رواية إثارة عسكرية له بعنوان «البحث عن أكتوبر الأحمر» بقيمة 5000 دولار والتي نشرتها وكالة الصحافة التابعة للمعهد البحري الأكاديمي في أنابوليس بولاية ماريلاند. تحولت أعماله البحث عن أكتوبر الأحمر (1984)، وباتريوت غيمز (ألعاب باتريوت 1987)، وكلير أند بريزنت داينجر (1989)، وذا سم أوف أول فيرز (1991) إلى أفلام ناجحة تجاريًا. لعب الممثلون أليك بولدوين وهاريسون فورد وبن أفليك وكريس باين وجون كراسينسكي أشهر شخصية خيالية لكانسي، جاك ريان. كما صور الممثلان ويليام دافو وليف شرايبر شخصية أخرى معروفة قدمها كلانسي، باسم جون كلارك. ألهمت أعمال توم كلانسي ألعابًا مثل «غوست ريكون» و«رينبو سيكس» وسلسلة «سبلينتر سيل». منذ وفاة كلانسي في عام 2013، استمرت سلسلة جاك ريان من أموال عائلته عبر سلسلة من المؤلفين.

## النشأة والتعليم
ولد كلانسي في 21 أبريل عام 1947 في مستشفى فرانكلين سكوير في بالتيمور بولاية ماريلاند، ونشأ في حي نورثوود في شمال شرق بالتيمور. كان الثاني بين ثلاثة أطفال لأبيه توماس كلانس، الذي عمل في دائرة بريد الولايات المتحدة، وكاثرين كلانسي التي عملت في قسم الائتمان في أحد المتاجر. كان عضوًا في فرقة الكشافة الأمريكية رقم 624. عملت والدته على إرساله إلى المدرسة الثانوية الكاثوليكية الخاصة التابعة للنظام الديني اليسوعي (جمعية يسوع)، ومدرسة لويولا الثانوية في تاوسون، ميريلاند، مقر مقاطعة بالتيمور في الضواحي، شمال المدينة، الذي تخرج منه في عام 1965. التحق بعدها بكلية لويولا (الآن جامعة لويولا ماريلاند) في بالتيمور، وتخرج في عام 1969 حاصلًا على شهادة البكالوريوس في الأدب الإنجليزي. بينما كان في كلية لويولا، كان رئيس نادي الشطرنج. انضم إلى فيلق تدريب ضباط الاحتياط بالجيش؛ إلا أنه لم يكن مؤهلا للخدمة بسبب قصر نظره، مما تطلب منه ارتداء نظارات سميكة. عمل بعد تخرجه ضمن شركة تأمين في هارتفورد بولاية كونيتيكت. في عام 1973، انضم إلى وكالة أو. إف. بوين، وهي وكالة تأمين صغيرة مقرها في أوينجز بولاية ماريلاند، أسسها جد زوجته. في عام 1980، اشترى وكالة التأمين من جدة زوجته وكتب روايات في وقت فراغه. وأثناء عمله في وكالة التأمين، كتب روايته الأولى بعنوان «البحث عن أكتوبر الأحمر» (1984).

## مسيرته المهنية
بدأت مهنة كلانسي الأدبية في عام 1982 عندما بدأ بكتابة «البحث عن أكتوبر الأحمر»، الذي باعه في العام 1984 للنشر إلى وكالة الصحافة التابعة للمعهد البحري بقيمة 5000 دولار أمريكي. أعجب الناشر بعمله؛ قالت ديبورا غروسفينور، المحررة الصحفية بالمعهد البحري والتي قرأت الكتاب لاحقًا، أنها أقنعت الناشر: «أعتقد أن بحوزتنا العمل الأكثر مبيعًا، وإذ لم نقم بأخذه، سيقوم بذلك غيرنا». اعتقد بامتلاك كلانسي «قدرة فطرية على سرد القصص، وامتلكت شخصيته حسًا من الفكاهة». كلانسي، الذي كان يأمل في بيع 5000 نسخ، انتهى به المطاف ببيع 45000 نسخة. بعد النشر، حظي الكتاب بثناء من الرئيس رونالد ريجان، الذي وصف العمل بـ «أفضل حكاية»، مما أدى لزيادة المبيعات إلى 300 ألف نسخة بغلاف مقوّى و2 مليون نسخة ورقية من الكتاب، مما جعله أكثر الكتب مبيعًا على المستوى الوطني. أشيد بشدة بالكتاب لدقته الفنية التي أفضت إلى اجتماع كلانسى مع عدد من كبار الضباط في الجيش الأمريكي، من بينهم ستيف بيتسنيك واستلهام إعادة إظهار شخصيات ضمن أعماله. تركز روايات كلانسي على البطل، وأبرزها جاك ريان وجون كلارك، كلاهما كاثوليكيان إيرلنديان مثله. يستخدم كلانسي بشكل متكرر الصيغة التي يكون فيها الأبطال «ذوي مهارات عالية، ومنضبطين وصادقين، ومحترفين بشكل كامل، ولا يفقدون أعصابهم إلا عندما يتدخل السياسيون والبيروقراطيون في طريقهم. إن الانتصارات التي يحققونها على الشر تقدم لهم ترويحًا من إرث حرب فيتنام».

## أعماله

### روايات حول شخصية جاك رايان
- صيد أكتوبر الأحمر (1984)
- ألعاب وطنية (1987)
- كاردينال الكرملين (1988)
- خطر واضح وحاضر (1989)
- مجموع كل المخاوف (1991)
- بلا ندم (1993)
- دين الشرف (1994)
- أوامر تنفيذية (1996)
- قوس قزح ستة (1998)
- الدب والتنين (2000)
- الأرنب الأحمر (2002)
- أسنان النمر (2003)
- حيا أو ميتا (2010)
- محتجز (2011)
- ناقل التهديد (2012)
- هيئة القيادة (2013)

### روايات أخرى
- صعود العاصفة الحمراء (1986)
- إس إس إن (1996)
- ضد كل الأعداء (2011)
- البحث والتدمير (2012)

### كتب غير أدبية
- الغواصة (1993)
- مدرعة كاف (1994)
- الجناح المقاتل (1995)
- البحرية (1996)
- وسط العاصفة (1997)
- محمول جوا (1997)
- الناقل (1999)
- كل رجل نمر (1999)
- القوات الخاصة (2001)
- محاربوا الظل (2002)
- جاهز للمعركة (2004)

## روابط خارجية
- توم كلانسي على موقع IMDb (الإنجليزية)
- توم كلانسي على موقع الموسوعة البريطانية (الإنجليزية)
- توم كلانسي على موقع مونزينجر (الألمانية)
- توم كلانسي على موقع قاعدة بيانات الأفلام العربية
- توم كلانسي على موقع ميوزك برينز (الإنجليزية)
- توم كلانسي على موقع إن إن دي بي (الإنجليزية)
- توم كلانسي على موقع ديسكوغز (الإنجليزية)
- توم كلانسي على موقع قاعدة بيانات الفيلم (الإنجليزية)